# Ron O’Neal
Ron O’Neal (* 1. September 1937 in Utica, New York; † 14. Januar 2004 in Los Angeles, Kalifornien) war ein US-amerikanischer Schauspieler.

## Leben
O’Neal besuchte nach seinem Abschluss an der Glenville High School die Ohio State University, wo er jedoch sein Studium bereits nach dem ersten Semester abbrach. Stattdessen wandte er sich der Schauspielerei zu und schloss sich dem Theater Karamu House in Cleveland an, wo er zwischen 1957 und 1966 spielte. Danach zog er nach New York City, wo er zunächst Off-Broadway auftrat. Am 30. Dezember 1969 hatte er sein Debüt am Broadway. Seine Darstellung in Charles Gordones mit dem Pulitzer-Preis ausgezeichneten Bühnenstück No Place to Be Somebody brachte ihm den Drama Desk Award und den Theatre World Award ein.
Ab 1970 hatte er zunächst kleinere Rollen in Spielfilmen. Dann jedoch spielte er die Hauptrolle als Drogendealer im Low Budget-Blaxploitationfilm Superfly, welcher überraschend ein großer kommerzieller Erfolg wurde. 1972 folgte eine Fortsetzung, in welcher er auch die Regie führte, der allerdings zum Flop geriet. Da er nun zunehmend auf Rollen als Drogendealer oder Zuhälter festgelegt war, zog es ihn 1975 an den Broadway zurück, wo er unter der Regie von Dustin Hoffman in Murray Schisgal All Over Town auftrat.
Ab Ende der 1970er Jahre spielte er wieder Nebenrollen in Spielfilmen wie dem Chuck-Norris-Vehikel Der Bulldozer,  Der letzte Countdown und Die rote Flut. Zwischen 1982 und 1983 spielte er neben Bruce Boxleitner in der Fernsehserie Frank Buck – Abenteuer in Malaysia, die jedoch nach der ersten Staffel eingestellt wurde. Zwischen 1986 und 1987 hatte er eine wiederkehrende Gastrolle in Der Equalizer, zudem trat er vier Mal in der Sitcom College Fieber auf. Eine seiner letzten größeren Filmrollen hatte er 1996 im Blaxploitation-Revival Original Gangsters neben Jim Brown, Fred Williamson, Richard Roundtree und Pam Grier.
2000 wurde bei ihm ein Pankreastumor diagnostiziert, an dem er im Januar 2004 verstarb.

## Filmografie (Auswahl)
- 1971: Die Organisation (The Organization)
- 1972: Superfly (Super Fly)
- 1975: Der Rächer von Kalifornien (The Master Gunfighter)
- 1979: Freedom Road
- 1979: Der Bulldozer (A Force of One)
- 1979: Das Grauen kommt um Zehn (When a Stranger Calls)
- 1980: Der letzte Countdown (The Final Countdown)
- 1981: Mount St. Helens – Der Killervulkan (St. Helens)
- 1982–1983: Frank Buck – Abenteuer in Malaysia (Bring ’Em Back Alive)
- 1984: Die rote Flut (Red Dawn)
- 1984: Remington Steele
- 1985: Knight Rider (Flugzeugentführung)
- 1986–1987: Der Equalizer (The Equalizer)
- 1987: Die Schöne und das Biest (Beauty and the Beast)
- 1988: Hero (Hero and the Terror)
- 1988: Mord ist ihr Hobby (Murder, She Wrote)
- 1988–1992: College Fieber (A Different World)
- 1996: Original Gangstas
- 1997: Sparks & Sparks

## Auszeichnungen
- 1969: Clarence Derwent Award für No Place to be Somebody